# Osteopilus wilderi
Osteopilus wilderi és una espècie de granota endèmica de Jamaica.
Està amenaçada d'extinció per la pèrdua del seu hàbitat natural.